# Grusonia bradtiana
Grusonia bradtiana (J.M.Coult.) Britton & Rose, es una especie fanerógama perteneciente a la familia Cactaceae. 

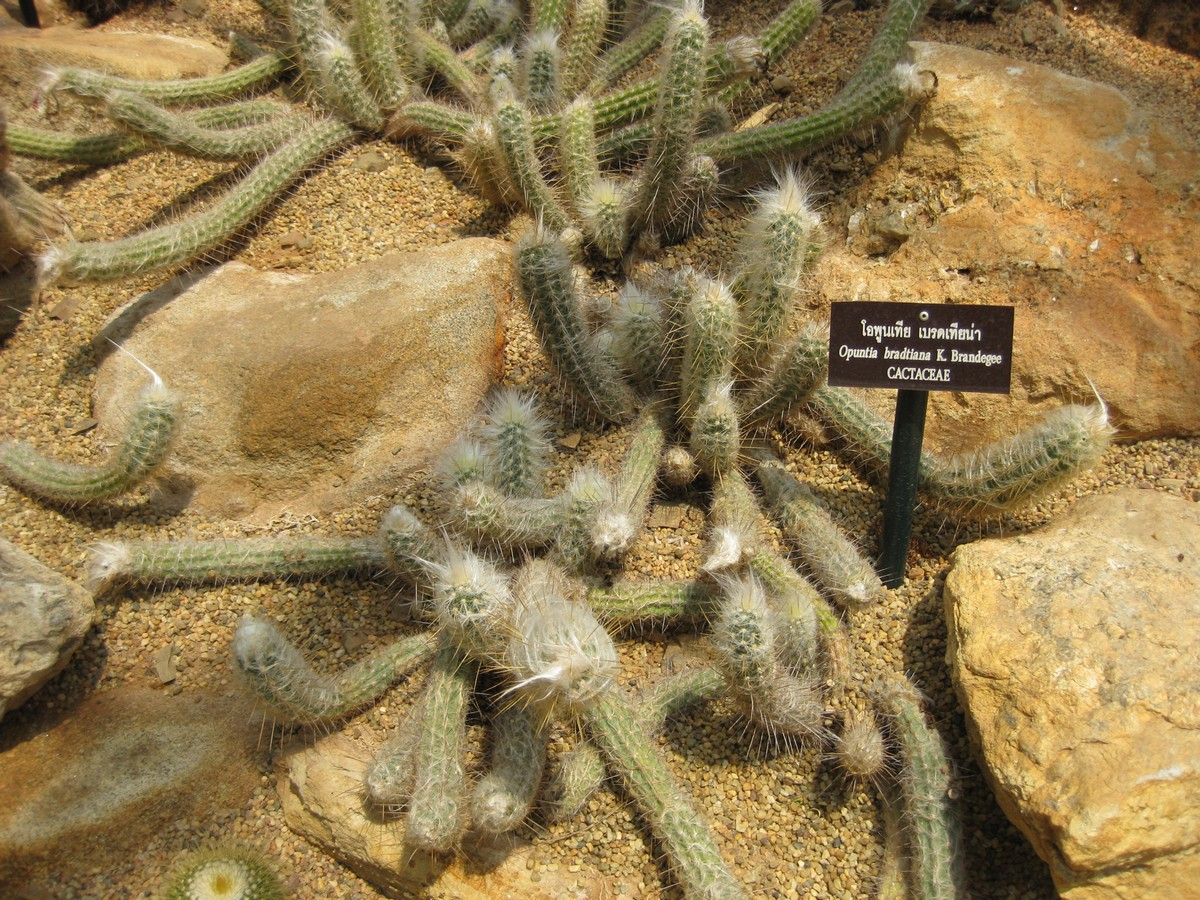
Vista de la planta

## Distribución
Es nativa de Norteamérica en Coahuila de Zaragoza en México donde crece en matorrales xerófilos en espacios abiertos en las laderas planas o muy suaves. Esta especie se encuentra en la Reserva de la Biosfera de Mapimí.

## Descripción
Grusonia bradtiana tiene un bajo crecimiento, con ramificación y formando densas alfombras impenetrables de hasta 1 metro de altura. Los tallos verdes tienen un diámetro de 4 a 7 centímetros con ocho o diez costillas bajas. Las blancas areolas miden de 3-5 milímetros de diámetro. Los carnosos y verdes rudimentos de hojas alcanzan un diámetro de hasta 8 mm y desaparecen rápidamente. Tiene de 15 a 25 espinas inicialmente amarillo pardusco y blancas después. Las flores son amarillas y alcanzan una longitud de 3-4 centímetros. Los frutos son elipsoidales y tienen en su extremo un ombligo muy mellado.

## Taxonomía
Grusonia bradtiana fue descrita por (J.M.Coult.) Britton & Rose  y publicado en The Cactaceae; descriptions and illustrations of plants of the cactus family 1: 215. 1919.
Etimología
Grusonia: nombre genérico que fue otorgado en honor del inventor y empresario alemán Hermann Gruson.
bradtiana: epíteto otorgado en honor de George M. Bradt, director de  The Southern Florist and Gardener.
Sinonimia
- Cereus bradtianus
- Opuntia bradtiana
- Grusonia cereiformis
- Opuntia cereiformis